# Dušanka Đokić
Dušanka Đokić-Ristanović (22 de noviembre de 1938 (86 años) es una profesora y física teórica serbia, en la Facultad de Física, Universidad de Belgrado.
Actuó en investigaciones en física teórica, en particular implicando transformaciones canónicas en sistemas degenerados, y recibió su PhD en física teórica de la Universidad de Belgrado en enero de 1976 con una tesis titulada "La Generalización de la teoría de Sistemas Degenerados de Dirac en Teoría de Campo Clásico". Ha publicado más de 20 artículos en revistas internacionales y participado en muchos conferencias científicas. Durante casi cuatro décadas Đokić enseñó mecánica teórica y física clásica a generaciones numerosas de estudiantes.En 1973 se le otorgó un certificado especial de gracias por su alumnado.
En 1960, co-inició la anual competencia estatal de física y fue miembro del jurado por casi dos décadas. En 1978 inició competencias similares para alumnado escolar de primaria. Más tarde fue coautora de un libro, con colecciones de problemas de física solucionados.[cita requerida]
En los 1970s y 1980s publicó numerosos artículos científicos en biofísica, modelado matemático de procesos biológicos, neurofisiología y bioestadística con su marido Dušan Ristanović, profesor de biofísica en la Universidad de Belgrado, incluyendo trabajos de modelos de dipolo para el cortex.
En septiembre de 1980, fue profesora de tiempo parcial en la Academia Pedagógica en Belgrado, y elegida Principal de la Academia en 1983. Durante su tiempo de oficina como Principal reformó la Academia y la fusionó con la Facultad de Física, formando dos nuevos cursos de pregrado. En 1987 regresó a la Facultad de Física y elegida vicedecana de Finanzas y Administración en octubre de 1991.[cita requerida]
En Serbia, el número de profesionales mujeres en física ha sido relativamente pequeño, pero está aumentando desde entonces aproximadamente en 2000. Las mujeres son más prominentes en enseñar y ser mentores del alumnado y en mejorar el entorno para aprender física.